# آیه اطاعت
آیهٔ اطاعت یا آیهٔ اولی‌الأمر، آیهٔ ۵۹ سوره‌ی نساء قرآن است. این آیه دستور می‌دهد که مؤمنان از خدا، محمد و همچنین آنان که صاحب اختیار امور هستند (اولی‌الأمر منکم) اطاعت کنند. منابع شیعه این آیه را به عنوان یکی از دلایل اثبات ولایت و امامت علی ا‌بن ‌ابی‌طالب و دیگر امامان دوازده‌گانه معرفی می‌کنند.
شیعیان معتقدند که در حدیث جابر نیز محمد در پی توضیح واژهٔ اولی‌الأمر در این آیه است.

## آیه

### متن

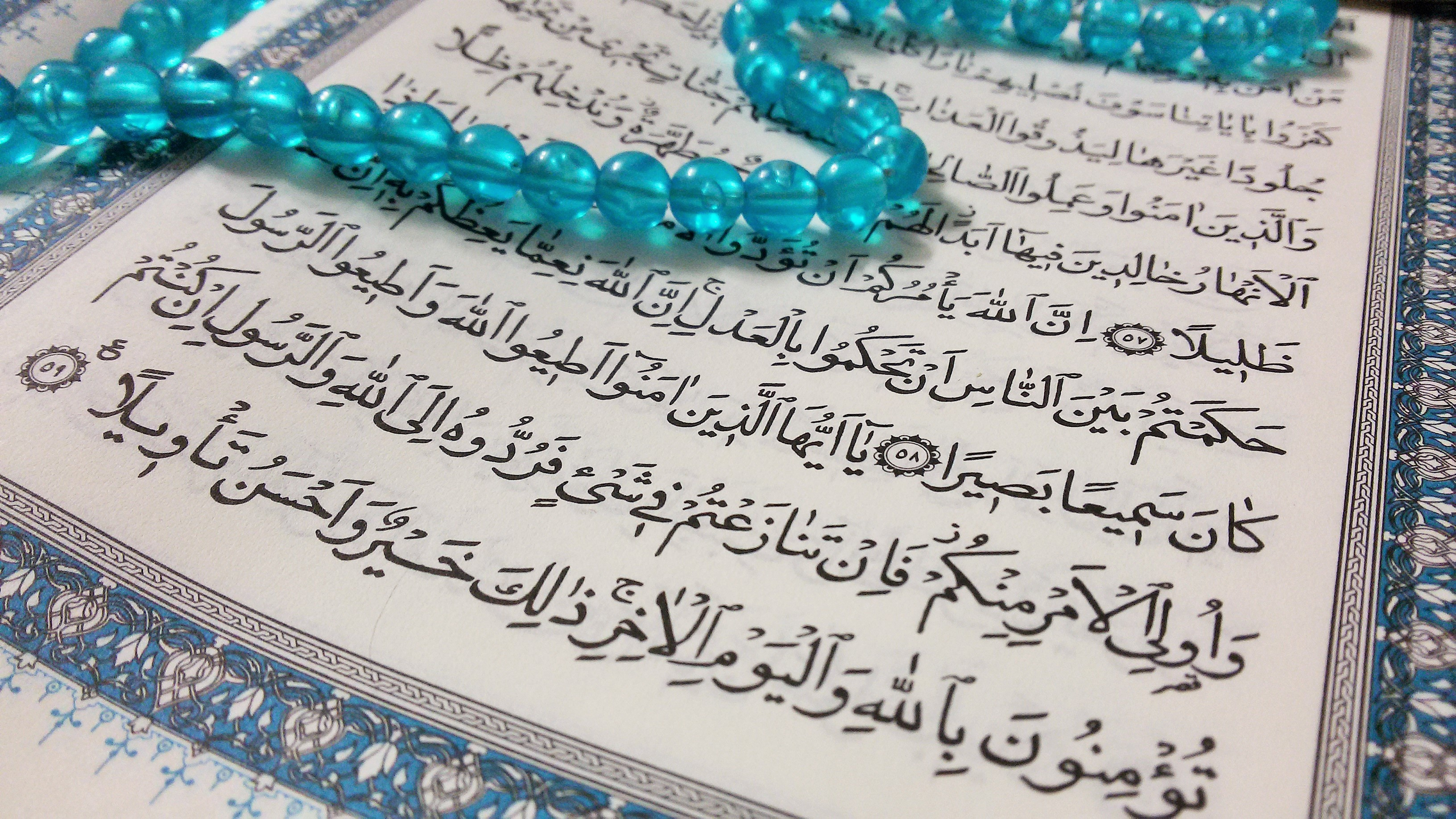
آیه اطاعت

﴿يَا أَيُّهَا الَّذِينَ آمَنُوا أَطِيعُوا اللَّهَ وَأَطِيعُوا الرَّسُولَ وَأُولِي الْأَمْرِ مِنْكُمْ ۖ فَإِنْ تَنَازَعْتُمْ فِي شَيْءٍ فَرُدُّوهُ إِلَى اللَّهِ وَالرَّسُولِ إِنْ كُنْتُمْ تُؤْمِنُونَ بِاللَّهِ وَالْيَوْمِ الْآخِرِ ۚ ذَٰلِكَ خَيْرٌ وَأَحْسَنُ تَأْوِيلًا﴾(سورهٔ نساء-آیهٔ ۵۹)

### ترجمه‌ها
- ای کسانی که ایمان آورده‌اید، خدا را اطاعت کنید و پیامبر و اولیای امر خود را [نیز] اطاعت کنید؛ پس هرگاه در امری اختلاف نظر یافتید، اگر به خدا و روز بازپسین ایمان دارید، آن را به [کتاب] خدا و [سنت] پیامبر [او] عرضه بدارید، این بهتر و نیک‌فرجام‌تر است. (ترجمه: فولادوند)

## شأن نزول
فردی به‌ظاهر مسلمان (منافق) با یک مرد یهودی بر سر موضوعی اختلاف پیدا کردند. فرد یهودی گفت: موضوع را نزد محمد بن عبدالله ببریم؛ زیرا مرد یهودی می‌دانست که محمد رشوه نمی‌پذیرد. امّا مرد به‌ظاهر مسلمان گفت: حَکَم میان من و تو کعب بن اشرف یهودی باشد؛ زیرا می‌دانست که او رشوه می‌گیرد و به نفع رشوه‌دهنده داوری می‌کند. در رابطه با این ماجرا آیهٔ اولی‌الأمر و آیهٔ پس از آن نازل شدند.

## تفاسیر
در این آیه تعیین مفهوم و مصداق واژه‌ی «اولی‌الأمر» مورد اصلی اختلاف میان شیعه و سنی است.

### دیدگاه شیعه
تقریباً تمام مفسران شیعه اتفاق نظر دارند که واژهٔ «اولی‌الأمر» بر امامان شیعه دلالت دارد. در تفسیر نمونه، این نکته یاد شده و آمده‌ است:
رهبری مادی و معنوی جامعه اسلامی، در تمام شئون زندگی از طرف خداوند و پیامبر به آن‌ها سپرده شده ‌است و غیر آن‌ها را شامل نمی‌شود؛ و البته کسانی که از طرف آنها به مقامی منصوب شوند و پستی را در جامعه اسلامی به عهده بگیرند، با شروط معینی اطاعت آنها لازم است نه به‌خاطر این که اولی‌الأمرند، بلکه به‌خاطر این که نمایندگان اولی‌الأمر می‌باشند.
علمای شیعه می‌گویند یکی از شرایط مهم اولی‌الأمر عصمت است و فقط دوازده امام از این شرط برخوردارند.
داوود فیرحی، استاد دانشگاه مفید، در فصل‌نامهٔ شیعه‌شناسی می‌نویسد:
بر اساس عقل شیعی، «امر به اطاعت» از خدا و رسول و اولی‌الأمر در آیه، دلیل بر عصمت هر سه منبع اقتدار است، زیرا امر به اطاعت از امام و رهبر خطاپذیر خلاف قواعد عقل است.
محمدحسین طباطبایی نیز در تفسیر المیزان یکی از شرایط اولی‌الأمر بودن را عصمت می‌داند و تنها مصداق این واژه را چهارده معصوم یاد می‌کند.
ابو بصیر از محمد ابن علی، امام پنجم شیعیان، نقل ‌می‌کند که این آیه در شأن علی‌ ابن‌ ابی‌طالب نازل شده‌ است و در پاسخ به این پرسش که چرا نام او صراحتاً ذکر نشده، می‌گوید:
خداوند نماز را بر پیامبرش نازل کرد، اما هرگز از سه یا چهار رکعتی بودن آن سخن نگفت. زکات را نازل فرمود، ولی از تفصیل آن نام نبرد. حج را نازل کرد و اما دربارهٔ شماره طواف چیزی نگفت و همهٔ این جزئیات را به تفسیر پیامبر وانهاد. این آیه را نازل کرد و پیامبر توضیح داد که دربارهٔ علی، حسن و حسین و … است.
روایات زیادی در تشیع وجود دارند که دلالت دارند بر این که مراد از «اولی‌الأمر» در این آیه، ائمهٔ شیعه هستند. برخی از این روایات عبارتند از:
- به‌نقل از ینابیع الموده قندوزی، محمد در جواب جابر بن عبدالله انصاری که از «اولی‌الأمر» پرسیده بود، گفت: «آنان جانشینان من و امامان مسلمانان بعد از من هستند، که اول ایشان علی ‌ابن ‌ابی‌طالب است و بعد از او به‌ترتیب حسن و حسین و علی بن ‌الحسین و محمد بن علی...»[۶]

- محمد باقر، امام پنجم شیعیان دوازده‌امامی، نیز در تفسیر این آیه می‌گوید: «اولی‌الأمر امامان از فرزندان علی و فاطمه هستند، تا آنکه روز قیامت بر پا شود.» در جای دیگر نیز از او نقل کرده‌اند: «خداوند از اولی‌الأمر فقط ما را قصد کرده ‌است و همهٔ مؤمنان را تا روز قیامت به پیروی ما فرمان داده ‌است.»[۷]

- جعفر صادق، امام ششم شیعیان دوازده‌امامی، نیز می‌گوید: «آنان [اولی‌الأمر] علی ابن ابی‌طالب، حسن، حسين، علی بن الحسین، محمد بن علی و جعفر، یعنی من، هستیم. سپاس خدا را به‌جای آورید که به شما امامان و رهبرانتان را در زمانی شناساند که مردم آنان را انکار می‌کنند.»[۸]

#### عصمت اولی‌الأمر
از نظر مفسران شیعه در دلالت آیه بر عصمت اولی‌الأمر تردیدی وجود ندارد، زیرا:
۱ ـ هرگاه خداوند به اطاعت بی‌قیدوشرط از کسی فرمان دهد آن فرد معصوم خواهد بود، چون در صورت غیرمعصوم‌بودن، اگر به گناه امر کند، اجتماع نقیضین لازم می‌آید؛ یعنی هم باید از او اطاعت شود و هم اطاعت نشود.
۲ ـ در این آیه «اولی‌الأمر» بدون تکرار فعل «أطیعوا» بر رسول عطف شده ‌است و از آن‌جا که اطاعت از رسول به خاطر معصوم بودنش به‌طور مطلق واجب است اطاعت از «اولی‌الأمر» نیز همانند آن مطلق خواهد بود و این امر نمایان‌گر معصوم بودن «اولی‌الأمر» است.

### دیدگاه سنی
علمای سنی در تفسیرشان از این آیه می‌گویند عبارت اولی‌الأمر، کاربرد کلی دارد و صریح و مشخص نیست. تفاسیر سنی خلفای راشدین، فرماندهان سپاه، صحابه، رهبران سیاسی و علما را به عنوان معنای عبارت اولی‌الأمر نقل کرده‌اند، در حالی که برخی از آنان اشخاص به‌ خصوصی را به عنوان اولی‌الأمر تفسیر کرده‌اند.
داوود فیرحی می‌گوید که محمد بن ادریس شافعی «در تفسیر آیه و مشروعیت خلافت خلفای راشدین راه دیگری پیموده است.»